# الیکایی سوکورو
الیکایی سوکورو (نام علمی: Troglodytes sissonii) نام یک گونه از سرده الیکایی‌های غارنشین است.